# القاهرة (يريم)

تعديل مصدري - تعديل

القاهرة محلة تابعة لقرية البلد، التابعة لعزلة عراس بمديرية يريم إحدى مديريات محافظة إب في الجمهورية اليمنية]، بلغ تعداد سكانها 133 نسمة حسب تعداد اليمن لعام 2004.